# Муха синяя мясная
Муха синяя мясная (Calliphora uralensis) — двукрылое насекомое семейства Синие или зелёные мясные мухи (сем. Calliphoridae). Относится к синантропным видам.
Ареал вида в России – северные и центральные районы. Также распространена в Западной Европе и Северной Америке. Мухи Calliphora uralensis – поселковые полуэндофилы. Имаго появляются в июне, достигая максимальной численности в августе-сентябре. Основные места выплода – неканализационные уборные (деревенские туалеты) с влажными фекалиями.
Взрослые мухи питаются ягодами, фруктами, молочными продуктами, рыбой и мясом, экскрементами человека (факультативные копрофаги).
Calliphora uralensis – переносчик кишечных инфекций и инвазий (яиц гельминтов).